# NGC 2141
NGC 2141 (другое обозначение — OCL 487) — рассеянное скопление в созвездии Орион.
Этот объект входит в число перечисленных в оригинальной редакции «Нового общего каталога».
В скоплении имеется 10 переменных звёзд, среди них три звездных системы типа W Большой Медведицы, одна типа RS Гончих Псов, одна звезда типа RR Лиры d-типа, остальные — затменные переменные двойные системы. Все контактные затменные двойные системы скопления демонстрируют эффект О'Коннелла.